# Mada Masr
Mada Masr (en árabe : مدى مصر ) es un periódico independiente egipcio en línea, fundado en junio de 2013 por ex periodistas del periódico en idioma inglés Egypt Independent tras el cierre de sus operaciones editoriales en abril de 2013. Es el principal periódico liberal de Egipto.

## Historia
Egypt Independent fue un periódico semanal en idioma inglés de 24 páginas que había evolucionado de la edición web al suplemento semanal en inglés del periódico Al-Masry Al-Youm. Su primera edición fue publicada el 24 de noviembre de 2011
En diciembre de 2011, se impidió que se imprimiera la segunda edición del periódico, luego de la censura interna de un artículo, escrito por el politólogo Robert Springborg, que criticaba al Consejo Supremo de las Fuerzas Armadas.
En abril de 2013, el equipo editorial fue informado por la gerencia de Al-Masry Media Corporation que su operación de noticias impresas y en línea se cerraba. El equipo editorial decidió armar una edición de cierre, que se habría publicado el 25 de abril, «para explicar las condiciones bajo las cuales se está terminando una voz fuerte del periodismo independiente y progresista en Egipto». Sin embargo, la gerencia decidió en el último minuto suspender la impresión de la edición final, por lo que el equipo editorial decidió publicarla en línea.

## Fundación deMada Masr
El 30 de junio de 2013, Mada Masr publicó su primer número.
En el primer artículo publicado, el equipo editorial describió el proceso de planificación para el lanzamiento: «Decidimos que queremos publicar en árabe y en inglés, que queremos ver más informes basados en datos, más periodismo de investigación. Queremos experimentar con diferentes formas de contar historias. Y, lo que es más importante, desarrollar un modelo de negocio y desplegar un equipo comercial visionario que ayude a que nuestro trabajo sea sostenible».
El artículo también describió cómo el equipo editorial llegó al nombre: «Necesitaba un nombre. Un nombre árabe que era fácil de decir en inglés, pero que también reflejaba nuestra práctica del periodismo independiente y progresista. Después de un largo proceso, llegamos a Mada. Es la palabra árabe para rango, alcance o rango, pero también es el lugar donde se coloca una piedra en un anillo, un símbolo de tomar una posición».
El artículo concluyó con: «Hoy Mada Masr nace en medio de muchos desafíos e incertidumbres. Pero también nace de la inevitabilidad. Es la inevitabilidad de reconstruir un hogar para nuestro equipo y nuestro trabajo, la inevitabilidad de una forma diferente de periodismo, el la inevitabilidad de la experimentación y la aventura como la única puerta de entrada para que nuestra imaginación se esfuerce».
Desde entonces, Mada Masr publicó una serie de artículos sobre diferentes temas como política, economía, medio ambiente, cultura y estilo de vida, y algunos de sus artículos sobre temas de actualidad en Egipto fueron referenciados por los medios de comunicación internacionales. Como ejemplo, un artículo de Sarah Carr sobre el movimiento político The Third Square, fue citado extensamente en un artículo del blog del New York Times sobre el tema.

## Libertad de prensa en Egipto
En julio de 2013, un artículo de Associated Press sobre el sesgo de los medios en Egipto luego del golpe militar citó a Lina Atallah, editora en jefe de Mada Masr, y dijo que había una mayor presión sobre los periodistas para que siguieran la línea, señalando la cobertura de los asesinatos de manifestantes, que repitió la versión militar de la violencia. «Lo que da miedo de esta vez en el desempeño de los medios es que hay mucho más ajuste de la agenda desde arriba», dijo.
Mada Masr ha sido censurado en Egipto desde junio de 2017.